# Edikt nantský

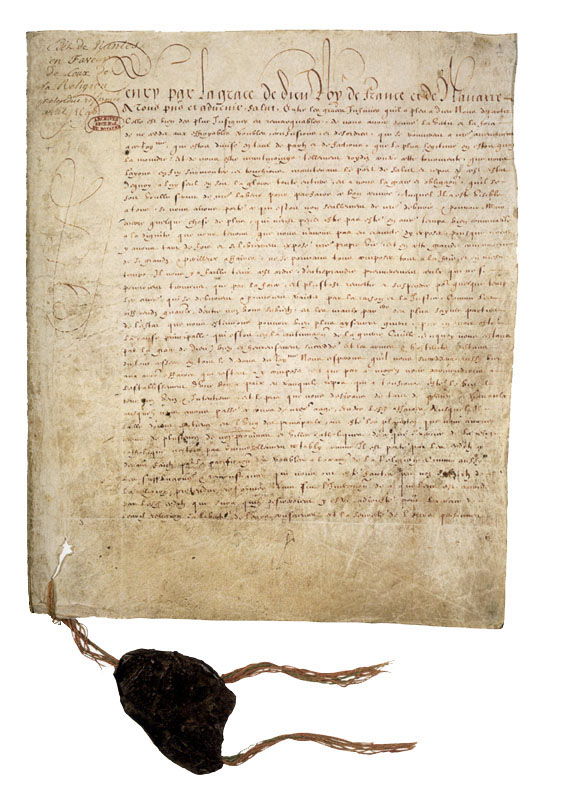
Edikt nantský

Edikt nantský je označení ediktu, vydaného 13. dubna 1598, v němž francouzský král Jindřich IV. zaručoval francouzským protestantům (hugenotům) do jisté míry stejná práva, jakých požívali katolíci.

## Historie
Edikt měl především ukončit dlouhotrvající náboženské války ve Francii. Jindřich IV. měl k vydání ediktu i osobní důvody; sám byl totiž původním náboženstvím protestant. Poprvé se zřekl své víry po bartolomějské noci, kdy byl Karlem IX. držen v Louvru. V roce 1576 Jindřich, tehdy ještě král navarrský, uprchl z Paříže a vrátil se k protestantské víře. Aby se mohl roku 1594 stát francouzským králem a přispět tak k ukončení náboženských válek, rozhodl se opět změnit víru na katolickou a proslul výrokem „Paříž stojí za mši“. Edikt nantský pak po čtyřech letech skutečně nastolil mír a přispěl k upevnění jednoty Francie.

### Reakce
Část hugenotů s ním ovšem spokojená nebyla, protože jejich náboženství zůstávalo oproti katolickému pořád méněcenné. Protestantské obřady se mohly konat pouze na určitých místech, jejich chrámy mohly být stavěny pouze na předměstích katedrálních měst a jejich knihy byly cenzurovány.
Edikt musely schválit regionální parlamenty, což trvalo jedenáct let. Poslední jej schválil roku 1609 parlament v Rouenu.

Ludvík XIV. na obraze Hyacintha Rigauda

### Zrušení
V roce 1685 Ludvík XIV. ediktem z Fontainebleau edikt nantský zrušil a prohlásil protestantské náboženství za ilegální. Náboženské války proto sice nevzplanuly, protestanti se však stali předmětem perzekucí, pronásledování a teroru; proto se mnozí z nich rozhodli Francii opustit. Odcházeli do Anglie, Německa a Holandska i za moře. Francie tak přišla o mnoho schopných lidí a Ludvík XIV. se stal ideologickým nepřítelem protestantské Evropy.

## Obsah
Edikt se skládal ze čtyř listin, které obsahovaly 92 obecných a 52 tajných článků. Na základě ediktu mohli hugenoti sloužit své bohoslužby jednak v oblastech, kde hugenotští šlechtici disponovali soudním právem, dále ve dvou lokalitách, které byly za tímto účelem vybrány v každém rychtářství (francouzsky bailliage) královskými komisaři a nakonec všude tam, kde hugenoti vyznávali svou víru před rokem 1597, ale pouze za předpokladu, že se jim to podařilo dokázat.
Po vydání ediktu mohli hugenoti získat libovolný státní úřad či povolání ve Francii. Bylo jim také umožněno studovat na všech školách a univerzitách a léčit se ve všech špitálech. Případné právní spory mezi katolíky a protestanty měly řešit speciální tribunály, kde by zasedali jak hugenoti, tak katolíci. Edikt také garantoval protestantům určitou míru politické a vojenské nezávislosti. Mohli udržovat vojenské posádky přibližně v padesáti svých opevněných městech a 230 dalších pevnostech.